# Distretto di Lubin
Il distretto di Lubin (in polacco powiat lubiński) è un distretto polacco appartenente al voivodato della Bassa Slesia.

## Geografia antropica

### Suddivisioni amministrative
Il distretto comprende 4 comuni.
- Comuni urbani: Lubin
- Comuni urbano-rurali: Ścinawa
- Comuni rurali: Lubin, Rudna